# Baimianxia
Baimianxia är en socken i Kina. Den ligger i provinsen Shaanxi, i den nordvästra delen av landet, omkring 160 kilometer sydväst om provinshuvudstaden Xi'an. Antalet invånare är 5 963. Befolkningen består av 2 802 kvinnor och 3 161 män. Barn under 15 år utgör 15,0 %, vuxna 15-64 år 72 %, och äldre över 65 år 12,0 %.
Runt Baimianxia är det ganska tätbefolkat, med 96 invånare per kvadratkilometer. Närmaste större samhälle är Xixiang, 19,4 km väster om Baimianxia. I omgivningarna runt Baimianxia växer i huvudsak blandskog.
Genomsnittlig årsnederbörd är 1 198 millimeter. Den regnigaste månaden är juli, med i genomsnitt 248 mm nederbörd, och den torraste är december, med 2 mm nederbörd.